# 杜莊·李察士
杜莊·奧戴爾·李察士（英語：Dujuan Odile Richards，2005年10月11日—）是一名牙買加職業足球運動員，司職前鋒，現時效力英超球會車路士。

## 球會生涯
李察士出生於牙買加皇家港，並於11歲時加盟當地足球學院 Phoenix Allstars Football Academy。李察士亦曾就讀英格蘭著名足球學校布魯克豪斯學院。
在為京士頓書院於學界比賽中射入31個入球後，李察士於2023年2月被英超球會紐卡素邀請試訓。在為期兩星期的試訓後，李察士表示他對自己的表現滿意。
2023年3月，李察士拒絕了紐卡素及一份來自中東的豐厚合約。車路士於6月24日宣布簽入李察士，他將在年滿18歲後正式加盟球會。

### 車路士
2024年1月12日，車路士宣布李察士正式加盟球會。

## 國家隊生涯
李察士的祖母為英格蘭人，因此李察士符合資格代表英格蘭國家隊。
2023年3月，李察士首次被牙買加國家隊徵召，國家隊領隊表示李察士已預備好代表國家隊上陣。同年3月12日，李察士於對陣千里達及多巴哥的友誼賽中上演國家隊地標戰。
2023年6月，李察士入選牙買加的2023年美洲金盃參賽名單，並於球隊的第二場小組賽比賽中射入首個國家隊入球，協助球隊以4-1擊敗千里達及多巴哥。李察士以17歲又123日之齡成為牙買加史上最年輕的美洲金盃入球球員。

## 個人生活
李察士成長於運動員世家，他的父親為一名籃球員，叔叔尼克亦是一名NBA籃球員，現效力夏洛特黃蜂，另一名叔叔奧尼爾曾代表牙買加的板球國家隊。

## 生涯統計

### 國家隊
最後更新：2023年6月28日
| 代表國家隊 | 年份 | 上陣 | 入球 |
| ---------- | ---- | ---- | ---- |
| 牙買加     | 2023 | 4    | 1    |
| 總計       | 總計 | 4    | 1    |

| # | 日期          | 地點                | 對手           | 入球比數 | 最終比數 | 賽事           |
| - | ------------- | ------------------- | -------------- | -------- | -------- | -------------- |
| 1 | 2023年6月28日 | 聖路易 城市公園球場 | 千里達及托巴哥 | 4–1      | 4–1      | 2023年美洲金盃 |

所有比數左側代表牙買加，入球比數欄代表李察士入球後場上的比數